# Đặc khu kinh tế
Đặc khu kinh tế, hay khu kinh tế đặc biệt (SEZ) là một khu vực được luật kinh doanh và thương mại khác với phần còn lại của đất nước. Các SEZ nằm trong biên giới quốc gia và mục tiêu bao gồm tăng cán cân thương mại, việc làm, tăng đầu tư, tạo việc làm và quản trị hiệu quả. Để khuyến khích các doanh nghiệp thành lập trong khu vực, các chính sách tài chính được đưa ra. Những chính sách này thường bao gồm đầu tư, thuế, giao dịch, hạn ngạch, hải quan và quy định lao động. Ngoài ra, các công ty có thể được cung cấp các ngày lễ thuế, khi thành lập chính họ trong một khu vực, họ được cấp một khoảng thời gian đánh thuế thấp hơn.
Việc tạo ra các đặc khu kinh tế của nước sở tại có thể được thúc đẩy bởi mong muốn thu hút đầu tư trực tiếp nước ngoài (FDI). Lợi ích mà một công ty đạt được khi ở trong một khu kinh tế đặc biệt có thể có nghĩa là nó có thể sản xuất và kinh doanh hàng hóa với giá thấp hơn, nhằm mục đích cạnh tranh toàn cầu.

## Định nghĩa
Định nghĩa của SEZ được xác định bởi từng quốc gia. Theo Ngân hàng Thế giới năm 2008, đặc khu kinh tế hiện đại thường bao gồm "khu vực giới hạn về mặt địa lý, thường được bảo đảm về mặt vật lý (có rào chắn); quản lý hoặc điều hành duy nhất; quản lý hoặc quản trị đơn lẻ; đủ điều kiện nhận trợ cấp dựa trên vị trí thực tế trong khu vực; khu vực hải quan riêng biệt (lợi ích miễn thuế) và các thủ tục hợp lý."

## Lịch sử
Các SEZ hiện đại xuất hiện từ cuối những năm 1950 tại các nước công nghiệp. Đầu tiên là ở sân bay Shannon ở Clare, Ireland. Từ những năm 1970 trở đi, các khu vực cung cấp sản xuất thâm dụng lao động đã được thành lập, bắt đầu từ châu Mỹ Latinh và Đông Á. Lần đầu tiên ở Trung Quốc sau khi Trung Quốc khai trương năm 1979 bởi Đặng Tiểu Bình là Đặc khu kinh tế Thâm Quyến nhằm khuyến khích đầu tư nước ngoài và đồng thời đẩy mạnh công nghiệp hóa trong khu vực này. Những khu vực này thu hút đầu tư từ các tập đoàn đa quốc gia.
Một xu hướng gần đây đã được các nước châu Phi thiết lập SEZ hợp tác với Trung Quốc.

## Phân loại đặc khu
Thuật ngữ đặc khu kinh tế có thể bao gồm:
- Free-trade zones (FTZ)
- Khu chế xuất (Export processing zones - EPZ)
- Khu kinh tế tự do (Free zones/ Free economic zones - FZ/ FEZ)
- Khu công nghiệp (Industrial parks/ industrial estates - IE)
- Free ports
- Công viên hậu cần ngoại quan/được bảo lãnh (Bonded logistics parks - BLP)
- Khu doanh nghiệp đô thị (Urban enterprise zones)

Ngân hàng Thế giới đã tạo ra bảng dưới đây để làm rõ sự khác biệt giữa các loại đặc khu kinh tế:
| Type                              | Objective              | Size           | Typical Location | Typical Activities          | Markets                    |
| --------------------------------- | ---------------------- | -------------- | ---------------- | --------------------------- | -------------------------- |
| FTZ                               | Support trade          | <50 hectares   | Port of entry    | Entrepôts and trade related | Domestic, re-export        |
| EPZ (traditional)                 | Export manufacturing   | <100 hectares  | None             | Manufacturing, processing   | Mostly export              |
| EPZ (single Unit/free enterprise) | Export manufacturing   | No minimum     | Countrywide      | Manufacturing, processing   | Mostly export              |
| EPZ (hybrid)                      | Export manufacturing   | <100 hectares  | None             | Manufacturing, processing   | Export, domestic           |
| Free port/SEZ                     | Integrated development | >1000 hectares | None             | Multi-use                   | Internal, domestic, export |
| Urban enterprise zone             | Urban revitalization   | <50 hectares   | Urban/rural      | Multi-use                   | Domestic                   |

## Hạn chế
Ở một số quốc gia, các khu vực đã bị chỉ trích là ít hơn các trại lao động, với công nhân bị từ chối quyền lao động cơ bản.